# 埃弗里 (加利福尼亞州)
埃弗里（英語：Avery）是位於美國加利福尼亞州卡拉韋拉斯縣的一個人口普查指定地區。

## 地理
埃弗里的座標為38°12′16″N 120°22′12″W / 38.20444°N 120.37000°W，而該地最高點為海拔高度1033米（即3389英尺）。

## 人口
根據2010年美國人口普查的數據，埃弗里的面積為11.66平方千米，當中陸地面積為11.66平方千米，而水域面積為0.00平方千米。當地共有人口15505人，而人口密度為每平方千米1,329人。